# Paul Dufau
Pour les articles homonymes, voir Dufau.
Paul Dufau, né Joseph Paul Duffau le 21 février 1898 à Villeneuve-sur-Lot et mort le 2 octobre 1982 au lieu-dit Cat du Mayne à Monflanquin, est un peintre et dessinateur français.

## Biographie
Joseph Paul Duffau naît le 21 février 1898 à Villeneuve-sur-Lot. Issu d'une famille de fermiers originaire du Lot-et-Garonne, Paul Dufau s'installe à Paris où il est le voisin de palier de Georges Simenon. En 1921, il échoue au concours du Progrès civique.
Il se fait connaître comme dessinateur de mode, peintre, caricaturiste et illustrateur humoristique. Sa spécialité est de figurer « la Parisienne » voir la « midinette », en ce début des années folles. Il commence à livrer des dessins au Frou-frou (1923), au Sourire (1923), au Fantasio, à Lectures pour tous (1925), à Paris-Flirt, Nos loisirs, Paris sex-appeal (1933-1951 ?), etc. Il expose au Salon des humoristes en 1929, dont il est sociétaire, les toiles Le Cauchemar de Parisette et Bain de soleil,. 
Il se retire au Cat du Mayne à Monflanquin lors de la Seconde Guerre mondiale et y élève alors des moutons. Son étable devient un atelier mais il vit dans la misère en vendant à Agen des menus illustrés et des cartes de Noël.
Il expose cependant dans le Paris de l'Occupation, en 1942, et Max Favalelli ne cache pas son amitié pour lui : « Il n'est pas d'illustrateurs plus charmant et qui ait su traduire le chic de ces Parisiennes souples comme lianes ». On retrouve les dessins de Dufau dans Candide (1943-1944).
Après guerre, il demeure dans son grand atelier près de Monflanquin où il produit une œuvre plastique singulière et variée.
Paul Dufaut meurt le 2 octobre 1982 au lieu-dit Cat du Mayne à Monflanquin.

## Décorations
- Chevalier de l'ordre des Arts et des Lettres (1957)[7]

## Œuvre
Outre sa production destinée aux magazines, Paul Dufau a produit de nombreuses illustrations pour des publicités de parfums, des textes de Maryse Choisy et des livres pour enfants publiés entre autres par Hachette.

### Ouvrages illustrés
- Zénaïde Fleuriot, Bengale, Paris, Hachette, 1932.
- Marie-Thérèse Latzarus, Chez les cannibales, Paris, Hachette, 1933.
- Zénaïde Fleuriot, Au Galadoc, Paris, Hachette, 1933.
- M.-M. d'Armagnac, Loin du nid, Hachette, 1933.
- Mme d'Aulnoy, La Chatte blanche [suivi de] La Princesse Rosette, Paris, Nelson, 1935.
- Zénaïde Fleuriot, Le Clan des têtes chaudes, Paris, Hachette, 1937.
- Marguerite Delasalle, Terrible maisonnée, Paris, Hachette, 1938.
- Jacques Raphaël-Leygues, Mers indiennes, préfacé par Georges Duhamel, Paris, Firmin-Didot, 1953.
- René Saunier, Françoise et les quatre vents, Paris, Ségéco, 1960.